# Xabier Prieto
Xabier Prieto Argarate detto Xabi (San Sebastián, 29 agosto 1983) è un ex calciatore spagnolo di origini basche, di ruolo centrocampista.

## Caratteristiche tecniche
Nasce da centrocampista esterno tuttavia la sua duttilità lo porta a ricoprire facilmente anche il ruolo di centrale. Abile nel dribbling stretto, grazie alla sua eccezionale capacità di tenere palla. Nonostante la posizione di gioco decentrata riesce tranquillamente a vestire i panni del regista di squadra lanciando i compagni con lanci lunghi calibrati.

## Carriera

### Club
Prodotto delle giovanili della Real Sociedad, dopo una breve parentesi con la squadra riserve, Viene promosso in prima squadra, con la quale esordisce l'8 settembre 2003 nella partita Real Oviedo-Real Sociedad 1-2, valida per la Coppa del Re. Nella medesima stagione mise a segno la sua prima marcatura nella Primera División in un match contro il Real Madrid al Santiago Bernabéu, vinto per quattro reti a uno in favore del club basco.
Dopo la retrocessione della Real Sociedad nella Seconda Divisione spagnola e la scadenza del suo contratto, rinnova col club basco fino al 2013. Si rivela uomo chiave per la promozione in massima serie della Real Sociedad, guadagnandosi inoltre il titolo di vice capitano del club. Il 6 gennaio 2013 realizza una tripletta al Bernabéu nella partita persa 4-3 contro il Real Madrid. Il 10 aprile 2018 annuncia l'intenzione di ritirarsi al termine della stagione.

### Nazionale
Conta 5 presenze con la Nazionale di calcio della Spagna Under-21, ed altrettante con la Selezione di calcio dei Paesi Baschi.

## Statistiche

### Presenze e reti nei club
Statistiche aggiornate al 20 maggio 2018.
| Stagione               | Squadra                | Campionato             | Campionato | Campionato | Coppe nazionali | Coppe nazionali | Coppe nazionali | Coppe continentali | Coppe continentali | Coppe continentali | Altre coppe | Altre coppe | Altre coppe | Totale | Totale |
| Stagione               | Squadra                | Comp                   | Pres       | Reti       | Comp            | Pres            | Reti            | Comp               | Pres               | Reti               | Comp        | Pres        | Reti        | Pres   | Reti   |
| ---------------------- | ---------------------- | ---------------------- | ---------- | ---------- | --------------- | --------------- | --------------- | ------------------ | ------------------ | ------------------ | ----------- | ----------- | ----------- | ------ | ------ |
| 2001-2002              | Real Sociedad B        | SDB                    | 19         | 3          | [ 5 ]           | -               | -               |                    | -                  | -                  |             | -           | -           | 19     | 3      |
| 2002-2003              | Real Sociedad B        | TD                     | 29         | 5          | [ 5 ]           | -               | -               |                    | -                  | -                  |             | -           | -           | 29     | 5      |
| 2003-2004              | Real Sociedad B        | SDB                    | 14         | 3          | [ 5 ]           | -               | -               |                    | -                  | -                  |             | -           | -           | 14     | 3      |
| Totale Real Sociedad B | Totale Real Sociedad B | Totale Real Sociedad B | 62         | 11         |                 | -               | -               |                    | -                  | -                  |             | -           | -           | 62     | 11     |
| 2003-2004              | Real Sociedad          | PD                     | 11         | 2          | CR              | 2               | 0               |                    | -                  | -                  |             | -           | -           | 13     | 2      |
| 2004-2005              | Real Sociedad          | PD                     | 23         | 0          | CR              | 2               | 1               |                    | -                  | -                  |             | -           | -           | 25     | 1      |
| 2005-2006              | Real Sociedad          | PD                     | 38         | 9          | CR              | 0               | 0               |                    | -                  | -                  |             | -           | -           | 38     | 9      |
| 2006-2007              | Real Sociedad          | PD                     | 33         | 3          | CR              | 1               | 0               |                    | -                  | -                  |             | -           | -           | 34     | 3      |
| 2007-2008              | Real Sociedad          | SD                     | 36         | 4          | CR              | 1               | 0               |                    | -                  | -                  |             | -           | -           | 37     | 4      |
| 2008-2009              | Real Sociedad          | SD                     | 32         | 4          | CR              | 1               | 0               |                    | -                  | -                  |             | -           | -           | 33     | 4      |
| 2009-2010              | Real Sociedad          | SD                     | 35         | 7          | CR              | 1               | 0               |                    | -                  | -                  |             | -           | -           | 36     | 7      |
| 2010-2011              | Real Sociedad          | PD                     | 37         | 7          | CR              | 2               | 0               |                    | -                  | -                  |             | -           | -           | 39     | 7      |
| 2011-2012              | Real Sociedad          | PD                     | 34         | 2          | CR              | 4               | 2               |                    | -                  | -                  |             | -           | -           | 38     | 4      |
| 2012-2013              | Real Sociedad          | PD                     | 35         | 9          | CR              | 2               | 0               |                    | -                  | -                  |             | -           | -           | 37     | 9      |
| 2013-2014              | Real Sociedad          | PD                     | 30         | 2          | CR              | 7               | 0               | UCL                | 7                  | 0                  |             | -           | -           | 44     | 2      |
| 2014-2015              | Real Sociedad          | PD                     | 35         | 4          | CR              | 3               | 0               | UEL                | 4                  | 3                  |             | -           | -           | 42     | 7      |
| 2015-2016              | Real Sociedad          | PD                     | 36         | 3          | CR              | 1               | 0               |                    | -                  | -                  |             | -           | -           | 37     | 3      |
| 2016-2017              | Real Sociedad          | PD                     | 38         | 8          | CR              | 5               | 0               |                    | -                  | -                  |             | -           | -           | 43     | 8      |
| 2017-2018              | Real Sociedad          | PD                     | 26         | 3          | CR              | 2               | 0               | UEL                | 6                  | 0                  |             | -           | -           | 34     | 3      |
| Totale Real Sociedad   | Totale Real Sociedad   | Totale Real Sociedad   | 479        | 67         |                 | 34              | 3               |                    | 17                 | 3                  |             | -           | -           | 530    | 73     |
| Totale carriera        | Totale carriera        | Totale carriera        | 541        | 78         |                 | 34              | 3               |                    | 17                 | 3                  |             | -           | -           | 592    | 84     |

## Palmarès

### Club

#### Competizioni nazionali
- Segunda División (Spagna): 1

Real Sociedad: 2009-2010